# Comuna Dębnica Kaszubska
Comuna Dębnica Kaszubska (poloneză gmina Dębnica Kaszubska) este o comună rurală din powiat-ul słupski, voievodatul Pomerania, din partea septentrională a Poloniei. Sediul administrativ este satul Dębnica Kaszubska. Conform datelor din 2004 comuna avea 9.611 de locuitori. Întreaga suprafață a comunei Dębnica Kaszubska este 300,02 km².
În comuna sunt 20 sołectwo-uri: Borzęcino, Budowo, Dębnica Kaszubska, Dobieszewo, Dobra, Gałęzów, Gogolewko, Gogolewo, Jawory, Kotowo, Krzywań-Grabin, Łabiszewo, Mielno, Motarzyno, Niepoględzie, Podole Małe, Podwilczyn, Skarszów Górny, Starnice-Troszki și Żarkowo. Comuna învecinează cu comuna Kobylnica, comuna Słupsk, comuna Damnica și comuna Potęgowo din powiat-ul słupski, respectiv comuna Czarna Dąbrówka, comuna Borzytuchom, comuna Kołczygłowy și comuna Trzebielino din powiat-ul bytowski.
Înainte de reforma administrativă a Poloniei din 1999, comuna Dębnica Kaszubska a aparținut voievodatului Słupsk.